# Scrophularia atroglandulosa
Scrophularia atroglandulosa är en flenörtsväxtart som beskrevs av Hans Rudolph Jürke Grau. Scrophularia atroglandulosa ingår i släktet flenörter, och familjen flenörtsväxter. Inga underarter finns listade i Catalogue of Life.